# Bystřický potok (přítok Radbuzy)
Bystřický potok je pravostranný přítok řeky Radbuzy v okrese Domažlice v Plzeňském kraji. Délka toku činí 9,0 km. Plocha povodí měří 12,8 km².

## Průběh toku
Potok pramení na západním svahu Kamence (671 m n. m.) v nadmořské výšce okolo 585 m. Na horním a středním toku teče převážně severovýchodním směrem. Přibližně na pátém říčním kilometru protéká údolím východně od vsi Bystřice. Níže po proudu zadržuje vody potoka Černý rybník. Pod rybníkem, zhruba na třetím říčním kilometru, se tok obrací na jihovýchod a směřuje k Újezdu Svatého Kříže. Na severovýchodním okraji vesnice podtéká silnici II/197 a hned poté protéká pod železniční tratí č. 184. Nedaleko odtud se potok vlévá do řeky Radbuzy v nadmořské výšce okolo 430 m.

### Větší přítoky
Přítoky Bystřického potoka jsou krátké a bezejmenné.